# Bulbauchenia bakeri
Bulbauchenia bakeri är en insektsart som beskrevs av William D. Funkhouser. Bulbauchenia bakeri ingår i släktet Bulbauchenia och familjen hornstritar. Inga underarter finns listade i Catalogue of Life.